# Brigantaggio postunitario e rivolte in Sicilia
(Leopoldo Franchetti - Condizioni Politiche e Amministrative della Sicilia - 1877 - Tipografia Barbera, Firenze. Pag. 38)
Brigantaggio postunitario e rivolte in Sicilia furono attività connesse al brigantaggio postunitario italiano e le varie sommosse e tumulti popolari, che si verificarono in Sicilia, fin dalle settimane successive il plebiscito che il 4 novembre 1860 ufficializzò l'annessione nel costituendo Regno d'Italia.

## Premesse

### Le insurrezioni del 1860 e la spedizione dei Mille
La Sicilia che costituiva durante il Regno di Francesco II i “domini al di là del faro”, comprendeva sette province: Palermo, Messina, Catania, Noto, Caltanissetta, Girgenti e Trapani ogni provincia era a sua volta suddivisa nei numerosi distretti elencati nelle note.
Confermando il generale orientamento autonomista e anti-borbonico già dimostrato nei moti insurrezionali del 1820 e del 1848, la Sicilia fu una delle prime provincie del Regno delle Due Sicilie a insorgere contro il regime di Francesco II. Iniziatasi nell'aprile del 1860 la rivolta della Gancia nel palermitano e giunti in maggio i “Mille” di Giuseppe Garibaldi, la popolazione accolse favorevolmente i garibaldini, sostenendo la loro impresa e agevolandone lo sviluppo anche con i “picciotti” scesi in armi. Garibaldi, battute le truppe di stanza nell'isola a Calatafimi, conquistata Palermo, costituì il 2 giugno il governo dittatoriale.
Sconfitto il colonnello Ferdinando Beneventano del Bosco nella battaglia di Milazzo, si trovò padrone di tutta l'isola con l'esclusione della Cittadella di Messina. Alla soddisfazione dei partiti liberali per il risultato ottenuto dal condottiero si contrappose lo scontento popolare originato dal negativo accoglimento della leva di massa, decretata nel maggio 1860. Inoltre, le mancate risposte alle aspirazioni delle classi rurali riguardanti anche la ridistribuzione dei grandi possedimenti terrieri portarono alla ribellione dei contadini siciliani che avevano inizialmente concorso al successo dell'impresa garibaldina. Infatti, nell'agosto 1860, si verificarono tumulti e reazioni che portarono all'occupazione di terre demaniali e latifondi coinvolgendo gli abitanti di alcuni villaggi situati sulle pendici dell'Etna.

### I fatti di Bronte
Dopo lo sbarco a Marsala - avvenuto durante la spedizione dei mille - a Bronte il 2 agosto torme di popolani occuparono il paese che fu saccheggiato e parzialmente incendiato. Giunta notizia degli avvenimenti e delle atrocità commesse dagli insorti, Nino Bixio entrò in città il 4 agosto con alcuni contingenti di camicie rosse per ripristinare l'ordine. Questi dichiarò lo stato d'assedio e, instaurato un Consiglio di guerra, i capi della rivolta furono arrestati e passati per le armi dopo aver subito un processo sommario.

La punizione inflitta alla città a seguito dei Fatti di Bronte non fu l'unica azione repressiva sviluppata da Nino Bixio per sedare i moti popolari del circondario. 
(G. C. Abba - Da Quarto al Volturno - Vallecchi Editore, Firenze, 1928. Pag. 121)
I disordini, aventi caratteristica spontanea e senza contenuti politici, furono rapidamente circoscritti anche in mancanza di un'organizzazione borbonica che, come avvenuto nelle province continentali, fosse in grado di sfruttare la delusione popolare e organizzare in forme massicce la reazione. Ripristinato l’ordine, Bixio attraversò lo stretto e raggiunse la Calabria unitamente a Garibaldi per proseguire nella inarrestabile marcia che li portò a Napoli e sul Volturno.

### Le rivolte del 1861/1862
Mentre nella parte continentale del regno si combatteva, furono indetti i plebisciti che si svolsero il 21 ottobre. Il plebiscito siciliano risultò ampiamente favorevole all'unione della Sicilia con il Regno di Vittorio Emanuele II. Infatti, furono registrati soltanto 667 voti negativi contro 432.053 favorevoli e in molte circoscrizioni elettorali non vi fu alcun voto negativo.
Battute le truppe borboniche, presa Napoli e caduta Capua, le operazioni belliche proseguirono con l'aiuto delle truppe piemontesi sia sul continente sia in Sicilia, dove il 18 dicembre 1860 fu inviata la brigata Pistoia (35° e 36°) che raggiunse Messina agli ordini del maggior generale Emanuele Chiabrera Castelli.

Le operazioni belliche contro la cittadella di Messina, capitolata il 12 marzo 1861, si accompagnarono però a disordini che si manifestarono prevalentemente nel palermitano e che si acuirono nel dicembre 1860 quando fu emanato un bando di chiamata alle armi riguardante le classi 1857, 58, 59, 60 e avente come termine di presentazione il 31 gennaio 1861. Esigenze organizzative e scarsa affluenza dei coscritti portò alla proroga deI termini previsti che furono spostati al 1º giugno 1861.  Oltre tale termine i non presentati sarebbero stati considerati renitenti se reclute, e disertori se già sotto le armi nell'esercito borbonico. La protesta reazionaria contro la coscrizione obbligatoria che si manifestò in quasi tutte le provincie del Regno di Napoli,  fu maggiormente sentita in Sicilia, dove le leggi borboniche sul reclutamento non avevano mai avuto attuazione e dove lo spostamento dei termini non ridusse la tensione esistente. 
(G. De Sivo - Storia delle Due Sicilie dal 1847 al 1861 - Pag. 445)
Le notizie sulle sommosse e sulle repressioni operate al di là dello Stretto di Messina  per motivi più o meno analoghi a quelli che interessarono la popolazione dell'isola, non ebbero effetti sulla situazione politica della Sicilia; però i disordini non si placarono. Nel dicembre del 1861 si verificarono nuovi tumulti a Palermo, Adernò, Paternò, Biancavilla, Sciacca, Mezzagno, Mezzojuso e Mazara del Vallo cui seguirono il 1 gennaio 1862 altre dimostrazioni a Catania, Messina e Girgenti. Le autorità dell'isola chiesero aiuti e il governo inviò in Sicilia le truppe della brigata “Alpi” (51°- 52°) al comando del generale Pietro Quintini che, giunto il 3 gennaio via mare, dopo aver subito alcune perdite tra i suoi soldati e ufficiali, riuscì anche con il supporto dell'artiglieria delle navi a reprimere il moto reazionario infliggendo severe sanzioni ad Alcamo e Marsala dove molti popolani catturati furono imprigionati e sottoposti a giudizio.

## La diffusione e le caratteristiche
(Leopoldo Franchetti - Condizioni Politiche e Amministrative della Sicilia - 1877 - Tipografia Barbera, Firenze. Pag. 38-39)
Gli effetti delle repressioni operate e dell'inosservanza degli obblighi di leva si fecero rapidamente sentire. Le macchie e le montagne si riempirono di renitenti e disertori che come avvenuto in altre regioni si diedero alla delinquenza. Pesanti furono le ripercussioni anche sull'ordine pubblico
(G. De Sivo - Storia delle Due Sicilie dal 1847 al 1861 - Pag. 370)
 Intorno al 1861 si formarono quindi alcune bande dedite al sequestro di persona, al furto e all'abigeato di cui il capo di maggior rilievo fu Angelo Pugliese, detto "don Peppino il lombardo", ergastolano calabrese che era stato imprigionato, sotto il regime borbonico, nel carcere di Santo Stefano insieme ai patrioti Luigi Settembrini, Silvio Spaventa e Gennaro Placco (che gli insegnò a leggere e a scrivere); evaso dalle prigioni di Palermo a seguito dell'arrivo di Garibaldi, si mise alla testa di una vasta banda operante sulle montagne di Lercara Friddi. Infatti, anche se molti renitenti e disertori datisi alla macchia non ebbero altra alternativa che cercare di sostenersi con il furto e il “malandrinaggio”, in Sicilia non si verificarono, come avvenuto in altre province dell'ex Regno delle Due Sicilie (soprattutto in Basilicata), aggregazioni di grosse formazioni armate dedite al cosiddetto “brigantaggio politico” finalizzato al ritorno della dinastia borbonica detronizzata poiché nell'isola l’influenza degli agenti borbonici era pressoché nulla e i briganti siciliani erano per lo più lontani da rivendicazioni di tipo economico e sociale. Al contrario, nota lo storico Salvatore Lupo, il brigantaggio siciliano si trasforma in manovalanza al servizio della nascente mafia, in un intreccio che si instaura tra brigante e gabellotto (il notabile affittuario di grandi feudi, in diversi casi espressione di una cosca locale) che venne definito dalle autorità dell'epoca "manutengolismo".
Manutengoli sono gli eminenti cittadini, i proprietari che intrattengono rapporti
con i facinorosi per giustificato timore per la vita e i beni, per viltà, per mostrare come la propria auctoritas si collochi al di sopra della legge comune. I termini dello scambio sono universalmente noti: il notabile ricovererà nelle sue masserie il bandito, gli fornirà informazioni e rifornimenti o comunque consentirà
tacitamente che ciò gli sia fornito dai suoi impiegati e dai suoi affittuari; in cambio il bandito eviterà atti ostili verso i familiari, i clienti, gli interessi del protettore-protetto, e anzi rivolgendosi contro i suoi avversari farà cosa (direttamente o indirettamente) a lui gradita.»
(Salvatore Lupo, Storia della mafia, 1993)
Malgrado il notevole spiegamento di forze posto in campo, circa 20 battaglioni tra cui anche la guardia nazionale italiana, molti ricercati riuscirono a sfuggire alla cattura proseguendo a svolgere attività illecite o aggregandosi ad Angelo Pugliese, capo riconosciuto del brigantaggio organizzato in Sicilia, che con i suoi gregari si diede ai sequestri di persona, ai ricatti, alle grassazioni e all'abigeato senza particolari difficoltà. Fuggito Angelo Pugliese in Tunisia (dove venne catturato nel 1865), alcuni suoi gregari proseguirono nell'attività brigantesca da lui avviata tra le province di Palermo e Girgenti e tra questi Valvo, Riggio, Masi, Lo Cicero e altri.
Nella provincia di Siracusa fu il brigante Giovanni Boncoraggio a imperversare fino alla cattura definitiva nel 1867.

## La repressione

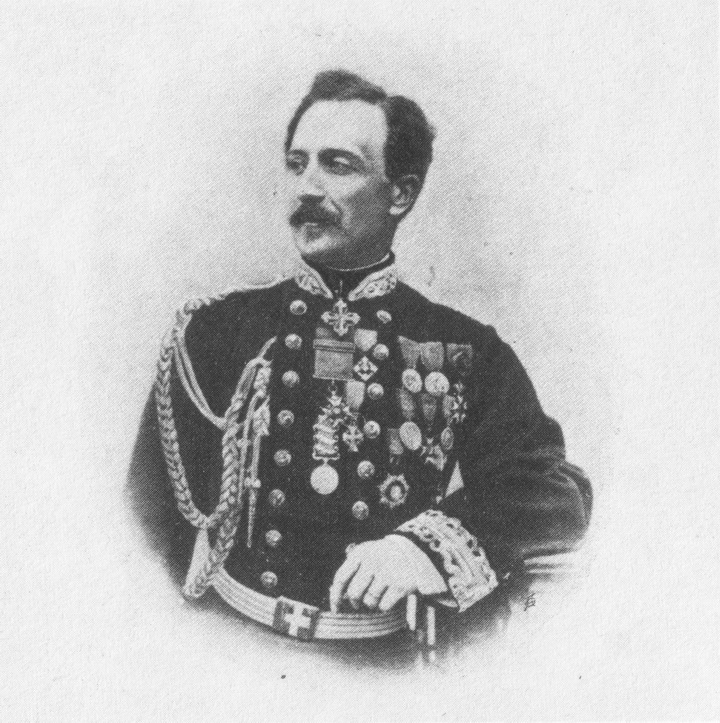
Il generale Giuseppe Govone, incaricato di reprimere il brigantaggio in Sicilia.

Di fronte ai frequenti e diffusi episodi di renitenti alla leva, il governo reagì in maniera repressiva sviluppando, dopo la proclamazione dello stato d'assedio e alla conclusione della spedizione promossa da Giuseppe Garibaldi che portò alla giornata dell'Aspromonte, azioni punitive effettuate anche allo scopo di eliminare la piaga del “malandrinaggio”.
Nel settembre 1862 fu quindi inviato in Sicilia il generale Giuseppe Govone, già comandante della zona militare di Gaeta, che posto a capo della 9ª divisione militare territoriale di Palermo si avvalse delle disposizioni di cui allo stato d'assedio e alle leggi successive per reprimere le agitazioni insorte dopo i fatti dell'Aspromonte, eliminare la piaga del malandrinaggio e far fronte alla renitenza alla leva.
Alla fine dell'estate 1863, la legge Pica, introdotta per contrastare il brigantaggio filoborbonico nel Mezzogiorno, fu estesa di fatto anche alla Sicilia, affidando la difesa dell’ordine pubblico ai tribunali militari.
Le truppe del generale Govone, organizzate in raggruppamenti mobili, svilupparono nel corso del 1863 tutta una serie di operazioni effettuando massicci rastrellamenti al fine di procedere alla cattura di renitenti, sospetti, evasi dalle carceri e pregiudicati. Il sistema adottato, tra cui incendi di campi e di case, privazione dell'acqua potabile a interi comuni allo scopo di indurre le famiglie a consegnare i ricercati e perquisizioni casa per casa, generò numerose rimostranze, giunte fino in Parlamento per bocca di deputati quali Vito d'Ondes Reggio, Antonio Mordini e Francesco Crispi insieme al caso del sordomuto Antonio Cappello, anche se il Govone ottenne il risultato di giungere alla cattura di circa 4.000 renitenti e l'arresto o la costituzione di oltre 1.300 malviventi soprattutto nelle zone di Caltanissetta, Agrigento (allora Girgenti) e Trapani.

## La formazione delle "bande"
Si formarono inoltre numerose bande che si mantennero in attività dal 1860 fino quasi alla fine del XIX secolo. Tra le più note quella maurina di Biagio Valvo sulle Madonie, quella di Alberto Riggio, "erede" diretto del brigante Pugliese, nell'agrigentino, Placido Botta e Angelo Scarpa nel catanese, di Turriciano nelle montagne di Alcamo e Partinico. Dalla banda di Alberto Riggio derivò quella del celebre Vincenzo Capraro da Sciacca, che diede origine a sua volta a quella dei "giulianesi" (da Giuliana, in provincia di Palermo) capeggiata da Gaudenzio Plaja, e quella dei "sambucari" (da Sambuca di Sicilia), capeggiata da Domenico Alfano, operanti agli inizi del 1870, nello stesso periodo in cui altri gregari assunsero il ruolo di capibanda, come il feroce Domenico Sajeva, operante a Favara, Angelo Rinaldi e Vincenzo Rocca, "eredi" di Biagio Valvo che operavano sui monti di San Mauro Castelverde (venne appunto battezzata banda dei "Maurini") e il famoso Antonino Leone, attivo nel territorio tra Termini Imerese e Montemaggiore Belsito.
Le bande del Pugliese, come le altre formate dai suoi gregari, adottarono la tecnica di sciogliersi e riaggregarsi a seconda delle esigenze del momento ma non ebbero però alcuna matrice politica. Carabinieri e forze di polizia non ebbero particolare successo nel contrastare l'attività brigantesca e malavitosa in genere (che durò ben oltre la fine della guerra del 1866 contro l'Impero austriaco) poiché tutte le bande erano fiancheggiate da possidenti, gabellotti, notabili, professionisti ed addirittura da sacerdoti e politici (il caso più noto fu quello del deputato Raffaele Palizzolo, favoreggiatore delle bande Valvo e Leone). Venne rafforzata perciò la presenza sul territorio del Corpo dei Reali Carabinieri: nelle sole stazioni territoriali della Sicilia vi erano dislocati 2.114 unità.
Nel luglio 1866 durante la terza guerra di indipendenza italiana fu promulgata una legge che consentì la requisizione a favore del demanio dei beni delle congregazioni e degli ordini religiosi. In Sicilia la soppressione delle corporazioni religiose, che con le loro enormi proprietà davano da vivere a contadini e popolani, minacciò non pochi interessi e irritò il clero che gridando allo scandalo fece lega con il partito borbonico istigando la popolazione alla ribellione. Furono confiscate, e vendute nel tempo ai grandi latifondisti, le proprietà ecclesiastiche che davano lavoro a migliaia di contadini, che così persero la loro unica fonte di reddito, e fruttarono oltre 600 milioni di lire utilizzate, come annunciò pubblicamente il 16 marzo 1876 il primo ministro Marco Minghetti, per pareggiare il bilancio dello Regno d'Italia.

## Le rivolte del 1866
Mentre la diplomazia lavorava per la pace con l'Impero austriaco, il 16 settembre 1866 esplose in Sicilia il malcontento contro il governo con la cosiddetta rivolta del sette e mezzo scoppiata a Palermo. Numerose bande armate calarono allora dai monti e, occupata Monreale, entrarono incontrastate in Palermo incendiando, saccheggiando e compiendo eccessi di varia natura. Oltre a Bagheria e Misilmeri, insorsero anche Villabate, Torretta, Montelepre, Lercara Friddi, Casteldaccia, Aragona, Termini Imerese e altri centri. Le caserme periferiche, e particolarmente le stazioni dei carabinieri situate fuori dalla città furono assalite dalla folla tumultuante; a Monreale furono trucidati tre carabinieri, altri sette vennero trucidati alla spicciolata fra Bagheria e Villabate; nella zona tra Ogliastro e Marineo, furono uccisi un brigadiere e una diecina di militi componenti il presidio della stazione di Ogliastro.
Per reprimere la rivolta e ripristinare l'ordine, il governo centrale inviò alcune navi che entrate nel porto di Palermo sbarcarono truppe e artiglierie. Il 22 settembre giunse il generale Raffaele Cadorna, nominato Regio Commissario per la Sicilia, entrò a Palermo proclamando lo stato d'assedio e cominciando una dura repressione. A estinguere i moti contribuirono anche le navi della flotta e i loro ufficiali. Tra questi il Comandante in seconda della R.N. "Re di Portogallo", Acton Ruggiero Emerik, che venne insignito della Medaglia d'Oro al Valor Militare con la seguente motivazione: “Per essersi distinto nella repressione dei moti sediziosi di Palermo nei giorni 19, 20 e 21 settembre 1866”.
Nello stesso tempo però le truppe del generale Raffaele Cadorna si trovarono a dover affrontare il colera che, dopo aver colpito numerosi centri dell'Italia continentale, infierì anche nella provincia di Palermo provocando perdite anche tra militari di truppa. La pandemia riacutizzatasi nell'aprile del 1867 colpì in forma ancor più virulenta tutta la Sicilia. I centri di Palermo, Catania, Caltanissetta, Siracusa, Monreale, Bagheria, Misilmeri, Cefalù, Corleone, Termini Imerese e altri ne furono devastati. Questa volta le truppe furono impiegate nel soccorso delle popolazioni colpite dal morbo subendo anch'esse numerose perdite. In Sicilia operarono alcuni battaglioni del 3º reggimento bersaglieri, del 2º Granatieri nonché reparti di fanteria di stanza nell'isola facenti capo alle brigate “Acqui”, “Abruzzi”, “Umbria”, “Regina” e “Calabria”. Malgrado le critiche condizioni del momento fu necessario intervenire con azioni di “ordine pubblico” per sedare alcuni tumulti che si verificarono a Monreale e Bagheria causati dalla convinzione che il morbo fosse diffuso da emissari del governo.

## Il tramonto e la fine
Nonostante la repressione, superate le problematiche poste anche dalla epidemia di colera che si protrasse fino al 1868, continuarono comunque a manifestarsi fenomeni di brigantaggio e di malavita comune, così come posti in evidenza nell'inchiesta, svolta nel 1876, sulle Condizioni politiche e amministrative della Sicilia dei futuri parlamentari Leopoldo Franchetti e Sidney Sonnino in cui fu descritta anche la realtà socioeconomica, fotografando lo stato di miseria, analfabetismo e violenza dell'isola, con una mafia definita come "un'accozzaglia di briganti, di malandrini, di facinorosi, spesso alleati con i ricchi proprietari terrieri, che trae forza dalla violenza e dal delitto".
Nei primi mesi del 1877, il prefetto di Palermo Antonio Malusardi, inviato dal ministro dell'Interno Giovanni Nicotera, riuscì a debellare definitivamente le bande dei Maurini, Leone, Plaja e Sajeva ma episodi marginali di brigantaggio continuarono a verificarsi fino ai primi del XX secolo, con particolare riferimento al brigante Francesco Paolo Varsalona, nativo di Castronovo di Sicilia, il quale operò con la sua banda a cavallo tra le province di Palermo, Agrigento e Caltanissetta fino alla sua efferata uccisione da parte di ignoti avvenuta nel 1904 (probabilmente ad opera della mafia locale).
Inoltre nuove bande di briganti si formarono nell'isola durante e dopo la prima guerra mondiale, represse energicamente dal prefetto Cesare Mori negli anni '20 (celebre rimase l'"assedio di Gangi" che sgominò le bande di briganti madoniti guidate da Gaetano Ferrarello e dai fratelli Nicolò e Giuseppe Andaloro). 
Così anche durante la seconda guerra mondiale, dopo lo sbarco alleato del luglio 1943, e sino all'immediato secondo dopoguerra, emerse il fenomeno del banditismo, grazie soprattutto all'attività di Salvatore Giuliano, noto capo-banda di Montelepre, e della banda di Niscemi (CL) guidata da Rosario Avila e poi da Salvatore Rizzo, entrambe arruolate dal Movimento Indipendentista Siciliano.